# Jeremy Allen White
Jeremy Allen White (Brooklyn (New York), 17 februari 1991) is een Amerikaans acteur.

## Biografie
White leerde op de basisschool dansen, ballet, jazz en tapdansen. Toen hij naar de high school ging stopte hij met het dansen en besloot om acteur te worden.

## Filmografie

### Films
Uitgezonderd korte films.
- 2023: The Iron Claw - als Kerry Von Erich
- 2023: Fingernails - als  Ryan
- 2023: Fremont - als Daniel
- 2021: The Birthday Cake  – als Tommaso
- 2020: Viena and the Fantomes  – als Freddy
- 2020: The Rental  – als Josh
- 2018: After Everything  – als Elliot
- 2014: Rob the Mob  – als Robert Uva
- 2013: Bad Turn Worse – als Bobby
- 2013: Movie 43 – als Kevin
- 2012: The Time Being – als Gus
- 2010: Twelve – als Charlie
- 2008: Afterschool – als Dave
- 2007: The Speed of Live – als Sammer
- 2006: Beautiful Ohio – als jonge Clive

### Televisieseries
Uitgezonderd eenmalige gastrollen.
- 2022 - 2024 The Bear – als Carmen 'Carmy' Berzatto – 28 afl. (winnaar Emmy Award voor beste mannelijke hoofdrol in een komedieserie)
- 2011 – 2021 Shameless  – als Lip Gallagher – 134 afl.
- 2021 Shameless Hall of Shame  – als Lip Gallagher  – 2 afl.
- 2018 Homecoming  – als Joseph Shrier – 4 afl.